# Audi 80 III
Cet article concerne la troisième génération de l’Audi 80. Pour des informations générales sur l’Audi 80, consultez Audi 80.
L'Audi 80 B3 (également connue sous le nom de Type 89) est un modèle de voiture de tourisme d'Audi, qui a été présenté en tant que troisième génération de l'Audi 80 à l'été 1986 avec une carrosserie entièrement galvanisée. Elle a remplacé l'Audi 80 B2 construite depuis 1978.
À l'automne 1991, elle a été remplacée en Allemagne par l'Audi 80 B4, également proposée en version break.

## Historique du modèle

### Général

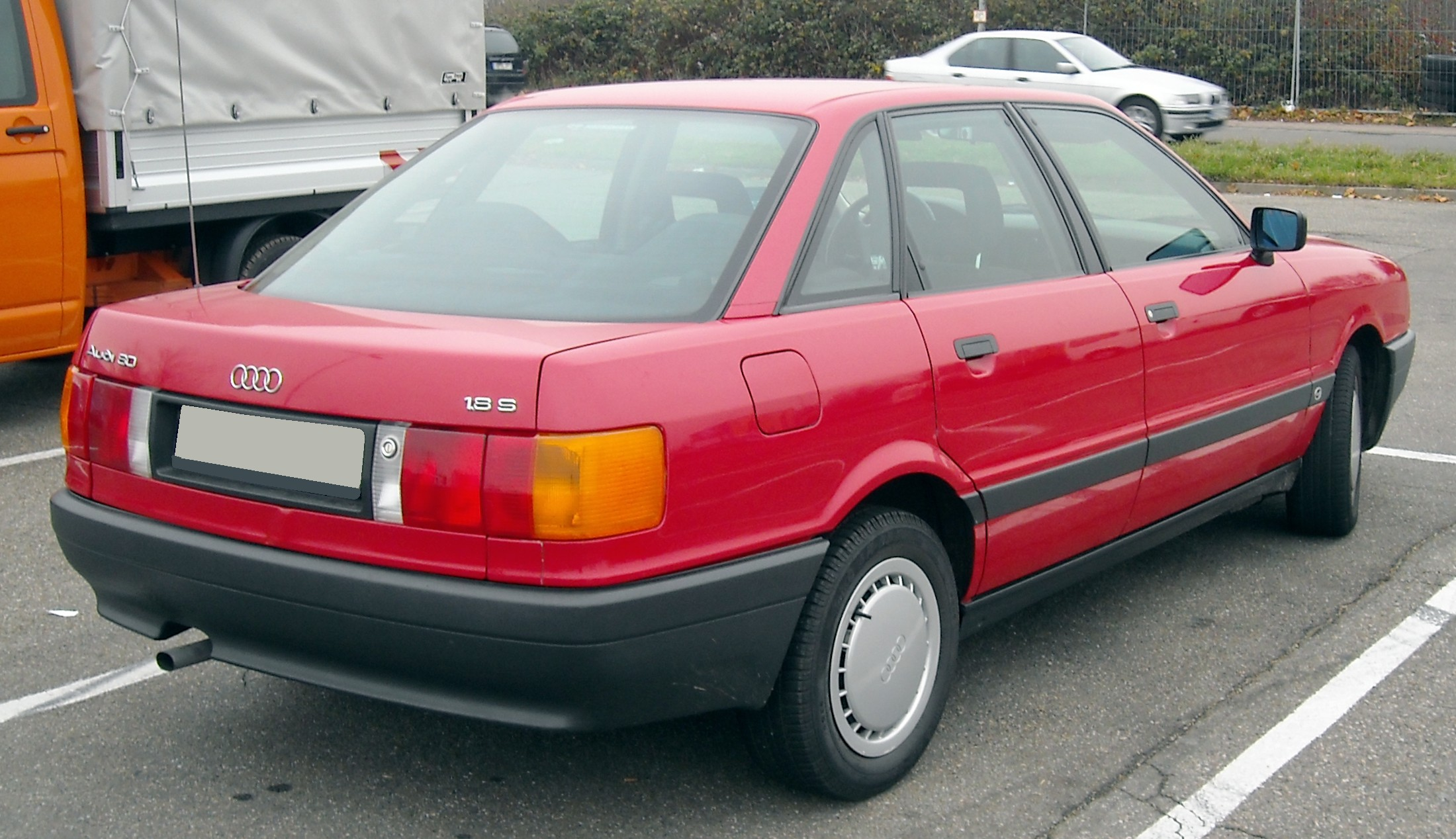
Vue arrière

À partir de la fin de l'été 1986, l'Audi 80 B3 était initialement exclusivement proposée en berline quatre portes. Semblable à l'Audi 100 C3 présentée à l'été 1982, l'Audi 80 avait le nouveau "Aero-Design". Le coefficient de traînée (Cx) a encore été réduit à 0,29. Les variantes du modèle précédemment, nommées en fonction du niveau d'équipement et qui étaient identifiées par des ajouts à la désignation du modèle, n'étaient plus disponibles. Les modèles de la gamme étaient proposés avec le système de sécurité Procon-ten, un précurseur de l'airbag qui était disponible pour la première fois dans l'Audi 80/90 moyennant un supplément d'environ 1000 marks. L'Audi 80 était également disponible avec le système de traction intégrale quattro, à l'exception des variantes diesel et du modèle essence de 1,6 litre.
Outre les innovations techniques, la B3 représentait une étape importante dans le développement de la conception automobile, en ce que, pour la première fois, toutes les surfaces étaient de forme tridimensionnelle, caractérisées par les surfaces de fenêtre cambrées (avec double courbure). Avec ce modèle, Audi a posé une autre pierre angulaire dans son ascension pour devenir une marque haut de gamme.
Les testeurs se sont plaints du coffre et de la "galette" fournie à la place d'une roue de secours à part entière. La voiture a été bien accueillie par les acheteurs et elle a immédiatement pris la première place dans les statistiques d'immatriculation. Elle était soigneusement finie, les moteurs étaient économiques. Le modèle était proposé en tant que variante de haute qualité sous le nom d'Audi 90, avec des moteurs cinq cylindres et le quatre cylindres TD de 1,6 L.
Les derniers exemplaires de l'Audi 80 B3 ont été produits fin 1991. Dans le même temps, la gamme de modèles révisée, l'Audi 80 B4, a été présentée.

### Produits dérivés
À partir de l'automne 1988, un coupé sport utilisant la même plate-forme a également été proposé sous le nom d'Audi Coupé. À l'été 1990, l'Audi S2 Coupé est présentée avec un moteur cinq cylindres turbo de 220 ch. La S2 Coupé était équipée d'un avant d'Audi 80 révisé, qui a également été utilisé sur la berline du modèle successeur, l'Audi 80 B4, après le lifting de l'été 1991 mais sous une forme légèrement modifiée. La production s'est poursuivie jusqu'à fin 1996. Le concept d'un coupé dérivé d'une berline a été abandonné : la successeur peut être considérée comme l'Audi TT, qui assume le rôle de modèle sportif dans la gamme Audi.
En juin 1991, l'Audi Cabriolet, basée sur l'Audi 80 B3, a suivi. Les détails extérieurs de la carrosserie correspondaient déjà à ceux de l'Audi 80 B4, y compris la calandre modifiée. La Cabriolet classique a été légèrement modifié au printemps 1997 avant la fin de la production à l'été 2000.

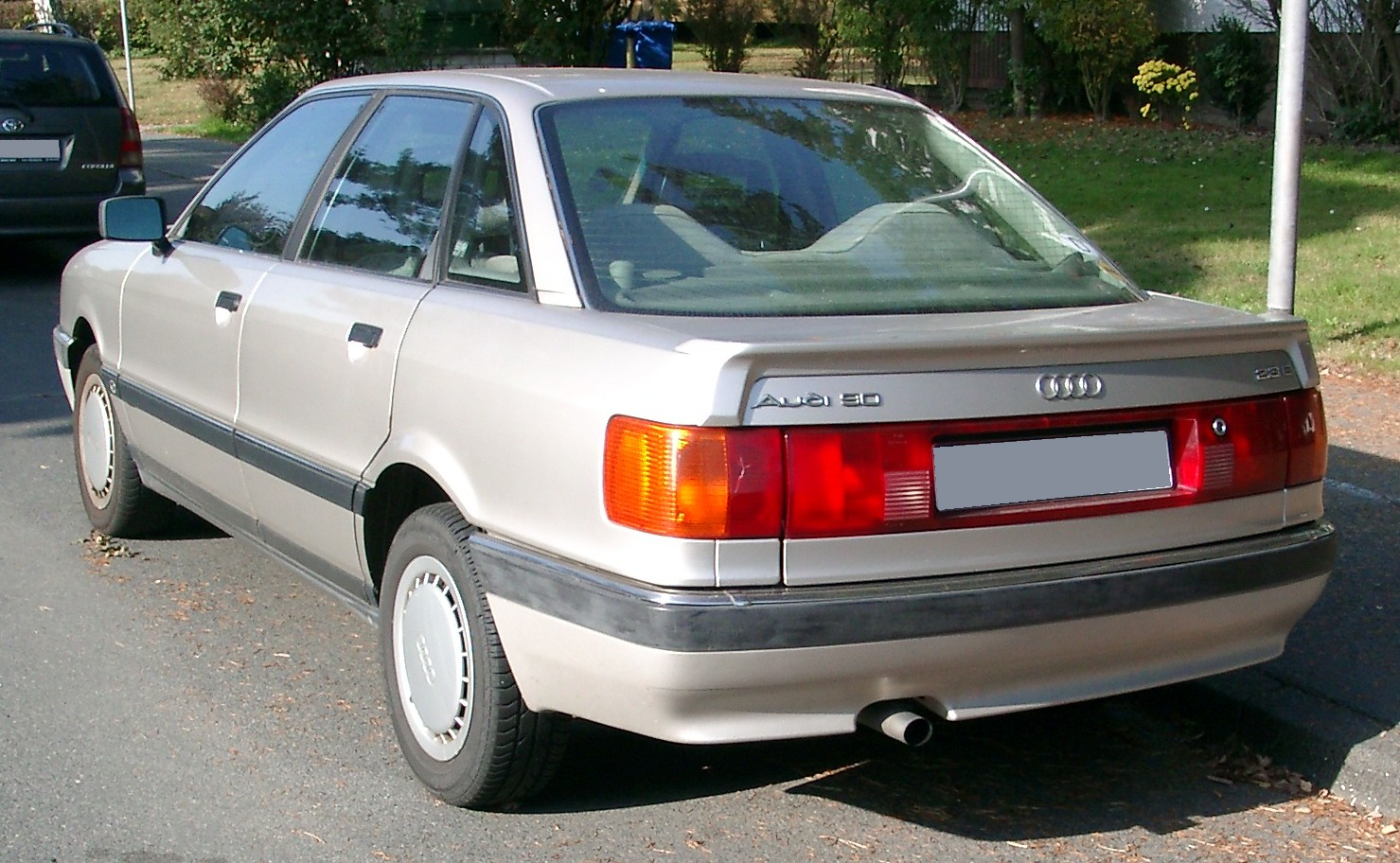
Audi 90 (1987–1991)
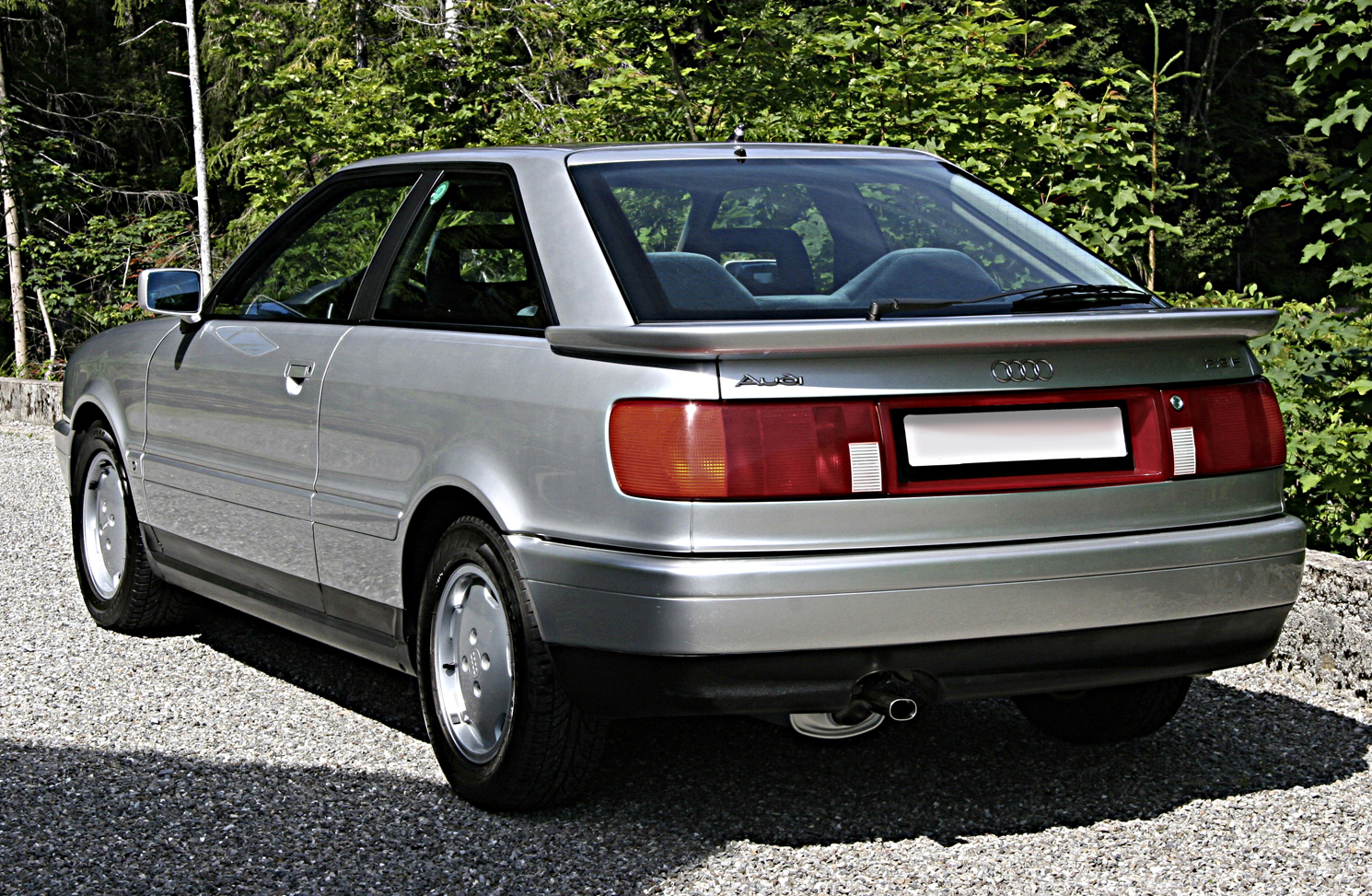
Audi Coupé (1988–1996)
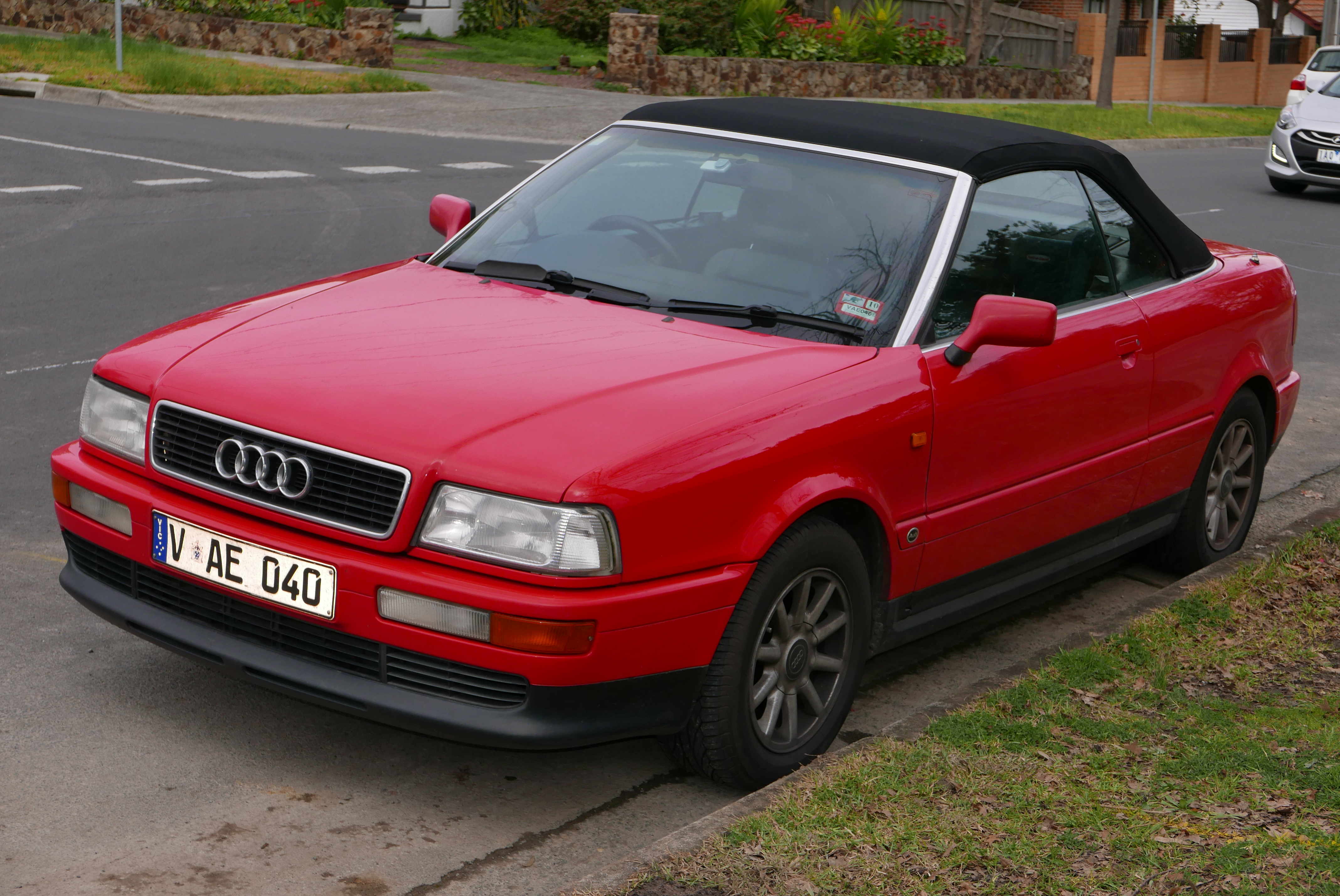
Audi Cabriolet (1991–2000)
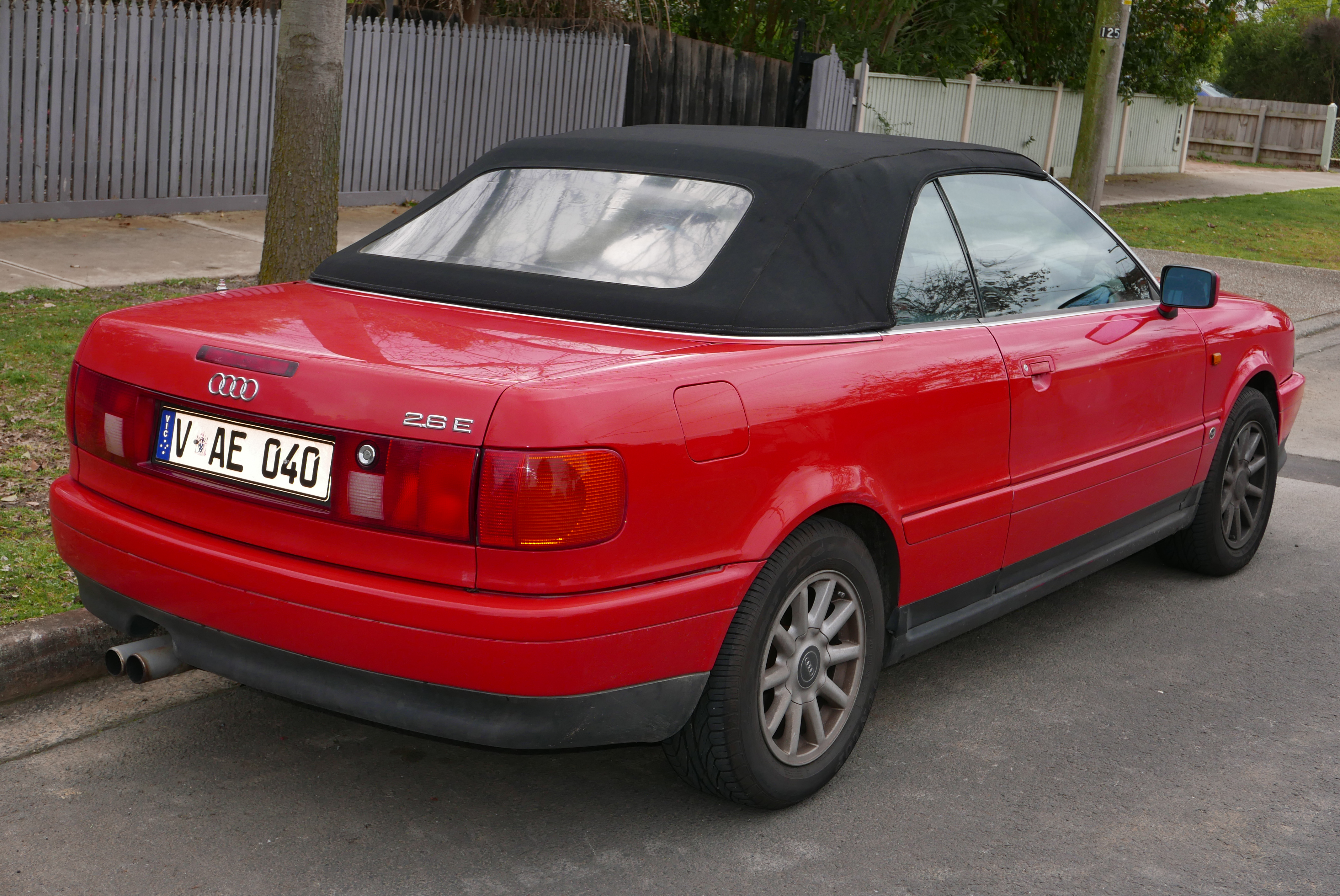

## Désignation
Il a été affirmé à plusieurs reprises que la désignation B3 n'a jamais été officiellement utilisée par Audi, ce qui n'est pas correct. En fait, le terme a été utilisé à la fois lors du développement de cette gamme et dans la revue historique d'Audi. Des preuves claires (et contemporaines) peuvent être trouvées dans une publication d'Othmar Wickenheiser.